# Conflicte del Balutxistan
El Conflicte del Balutxistan és un conflicte dels governs centrals del Pakistan i l'Iran amb les tribus balutxis, que es remunta a la independència del Pakistan.

## Causes
Tot i que el Balutxistan és ple de jaciments de gas, zinc, ferro i coure, la província és pobra. Pakistan fa una gran inversió a Gwadar, perquè voldria que fes d'enllaç amb l'Àsia central. La ciutat és plena de pakistanesos d'altres regions.

## El curs del conflicte
El primer aixecament es va produir després de la independència del Pakistan, el 1955. El segon i el tercer van durar des de 1958 a 1969. El quart, en què van morir 8.000 persones, va tenir lloc entre 1973 i 1977.
Pakistan acusa l'Índia de finançar 40 camps d'entrenament per a terroristes al Balutxistan.

## Situació actual
El cinquè alçament, que continua fins al dia d'avui, va començar el 1994. La causa de la revolta del Baluchistan Liberation Army, Baluchistan Liberation Front i el People's Liberation Army ("Exèrcit d'Alliberament de Balutxistan, Front d'Alliberament del Balutxistan i Exèrcit Popular d'Alliberament") és la política del govern.
Aquest conflicte va arribar a la matança de xinesos, així com un atac amb míssils contra l'aeroport de Gwadar L'Exèrcit d'Alliberament de Balutxistan, és, segons les Forces Armades del Pakistan finançat pel govern de l'Afganistan.
Des que els talibans afganesos van tornar al poder amb la victòria a l'ofensiva de 2021, el Pakistan ha vist un nombre creixent d'atacs violents, especialment a Khyber Pakhtunkhwa i el Balutxistan, tots dos fronterers amb l'Afganistan.